# Power pop
El power pop es un subgénero del pop rock. Típicamente incluye una combinación de dispositivos musicales como melodías fuertes, voces claras y armonías vocales nítidas, arreglos económicos y riffs de guitarra prominentes. Los solos instrumentales generalmente se mantienen al mínimo y los elementos de blues se minimizan en gran medida.
Los discos tienden a mostrar valores de producción que se inclinan hacia la compresión y un ritmo de batería contundente. Los instrumentos suelen ser una o más guitarras eléctricas, un bajo eléctrico, una batería y, a veces, teclados eléctricos o sintetizadores.
Si bien su impacto cultural ha sufrido altibajos durante décadas, el power pop es uno de los subgéneros del rock más perdurables.

## Precedentes
La primera vez que se utilizó el término fue en 1967 por Pete Townshend, guitarrista de The Who, para definir la música de su grupo, la cual se cita a menudo como antecesora del power pop junto a la de otros grupos coetáneos como The Beatles, The Byrds, The Beach Boys, The Hollies, The Zombies, The Easybeats o The Kinks.

## Los grupos iniciales
Se considera que el power pop moderno surgió a comienzos de los años 70 con los discos del grupo Badfinger, banda que reinterpretaba el sonido inicial de The Beatles y que llegó a ser producida por el propio Paul McCartney y a grabar sus primeros discos en el sello del grupo de Liverpool: Apple Records. Aunque no obtuvieron gran repercusión comercial, fueron una pieza clave en el desarrollo del género.
La banda Raspberries fue la primera catalogada como power pop en la revista Rolling Stone. Su música, con la que obtuvieron un importante éxito en Estados Unidos, combinaba el sonido de los grupos de los años 1960 con enérgicas guitarras eléctricas.
Otro grupo esencial fueron Big Star, quienes también recuperaban la frescura del mejor pop de la década anterior y se convertirían en grupo de culto, influyendo a multitud de bandas posteriores. Otros artistas importantes durante este periodo fueron Todd Rundgren, Emitt Rhodes, Blue Ash, Artful Dodger, The Records y Dwight Twilley.
Todos estos grupos coincidían en recibir gran influencia de las bandas de la invasión británica, algo que estaba considerado pasado de moda en una época dominada por la exhibición del virtuosismo del rock progresivo y el rock duro, o por el soft rock de artistas como The Carpenters.

## El éxito comercial
A finales de los años 1970 y comienzos de la década de 1980, el género vivió su época más prolífica coincidiendo con el auge del punk y la new wave, con los que tenían muchas más similitudes que con los géneros anteriormente citados. Los grupos estadounidenses más importantes en esta época fueron The Cars, Dwight Twilley, The Plimsouls, The Romantics, The Flamin' Groovies, Cheap Trick y The Knack, quienes obtuvieron un enorme éxito en todo el mundo con su canción My Sharona.
Otros grupos también incluidos en el punk o el revival mod como The Jam, Buzzcocks, The Undertones, Rezillos, The Rich Kids, Tom Robinson Band, 999 y The Vapors también pueden calificarse como power pop. Al igual que ciertos artistas new wave, como lo ya mencionados The Cars, Blondie, Nick Lowe, Elvis Costello & the Attactions, XTC, Squeeze, The Pretenders, entre otros.
Posteriormente, durante principios y mediados de los años 80, aparecieron grupos como R.E.M., Hüsker Dü o The Replacements que mezclarían este estilo musical con punk rock, post-punk y new wave para dar paso al nacimiento de estilos alternativos como el college rock y el jangle pop.

## Power pop contemporáneo
A partir de los años 1990 se hicieron populares otras corrientes del rock alternativo como el grunge, el britpop, el noise pop, el pop punk, entre otros. Entre esos estilos, habían bandas directamente representantes del power pop como Weezer, Teenage Fanclub y Sugar, así como otras que estaban influidas como Blur, Green Day, Hole y Foo Fighters. Ya finalizando los años 1990, una nueva generación de bandas de power pop aparecerían manteniendo la influencia del rock alternativo y de sus subgéneros, este era el caso de The Posies, Matthew Sweet, Redd Kross, Nada Surf, Gigolo Aunts y Fountains of Wayne.